# Vostotjnyj
Vostotjnyj (ryska: Восточный) är en rysk kosmodrom i Amur oblast i östra Ryssland. Byggstart var i januari 2011 och den första obemannade raketen sköts upp 28 april 2016. Nyttolasten var bland andra ett satellitobservatorium till att undersöka gammablixtar.
Sedan 1 juli 2021 har tolv uppskjutningar gjorts, varav elva framgångsrika.

## Galleri

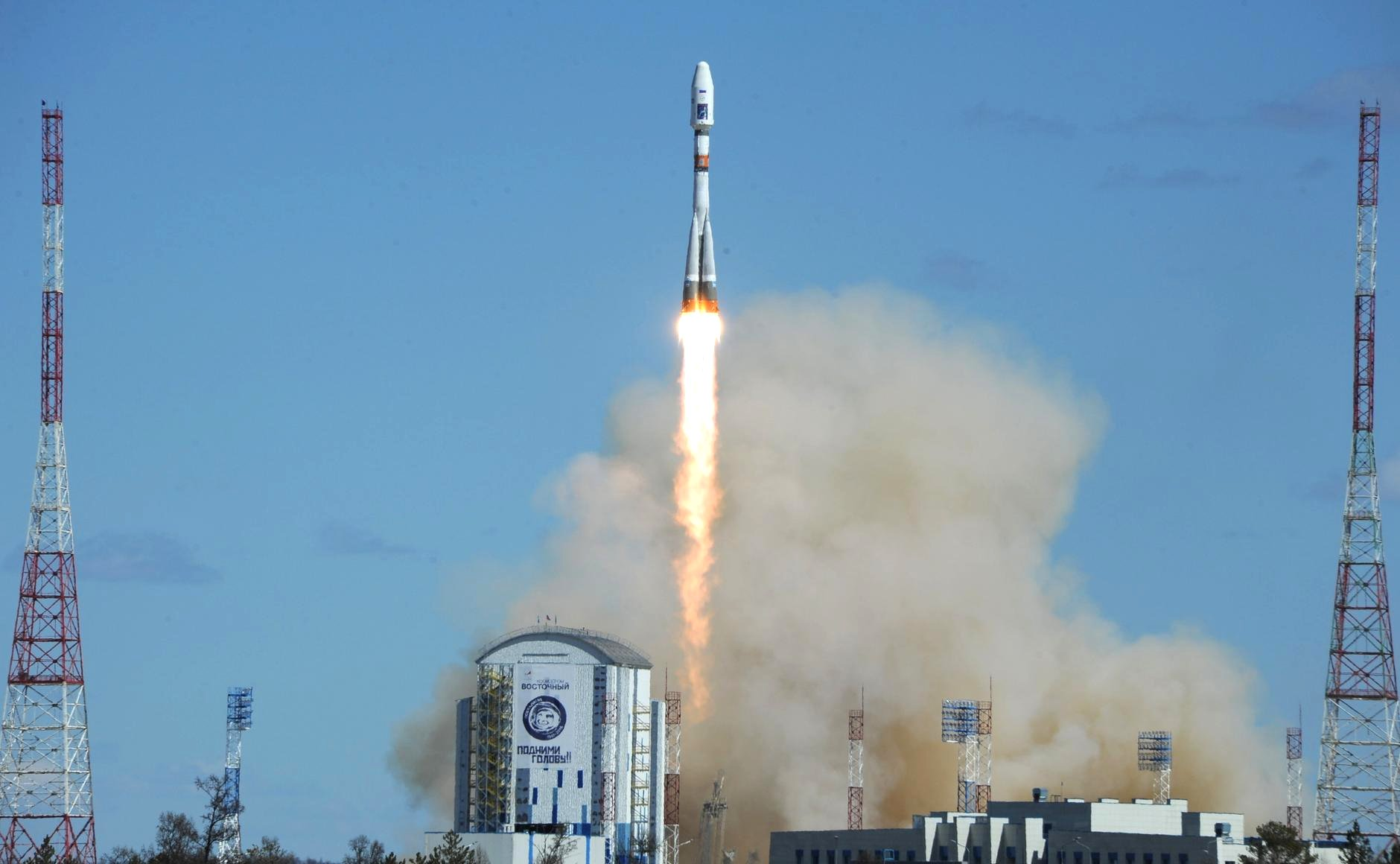
Rysslands president Putin vid uppskjutningen av den första raketen från Vostotjnyj, 28 april 2016
- Uppskjutning av en Sojuz-2.1a från Vostotjnyj, 28 april 2016
Karta som visar Amur oblast